# 上信電鉄150形電車
- 西武411系→401系(2代目)電車 > 上信電鉄150形電車
- 西武701・801系電車 > 上信電鉄150形電車

上信電鉄150形電車（じょうしんでんてつ150がたでんしゃ）は、上信電鉄が1992年（平成4年）に導入し2019年（平成31年/令和元年）まで運用していた電車である。
1980年代に導入した100形の置き換え用として、1992年から1996年にかけて同系列と同じく西武鉄道から購入した車両。

## 概説
種車は第1編成は401系、第2編成が801系、第3編成が701系の3系列に分かれるため、3編成それぞれスタイルが異なるが性能上は同一であり、譲渡された際に同一形式にまとめられている。また台車や車体構造に、同じく西武所沢車両工場製造された上信電鉄自社発注車の200形2次車と共通する部分がある。

### 第1編成（クモハ151-クモハ152）
1964年12月西武所沢車両工場製のクモハ414とクハ1453を、1978年8月に冷房化・新性能化改造したクモハ408-クモハ407がその前身である。前面は国鉄101系電車に影響された切妻3枚連続窓で、行先表示器が正面上部左側に設置されている。
1992年5月11日付で西武鉄道で廃車となり、同年11月7日付で入籍した。導入時には新性能化改造の際から装着していた空気ばね台車のFS372を、200形2次車や西武701系が装着しているコイルばね台車のFS342に換装している。1996年には同年10月1日から開始されたワンマン運転に伴う対応改造が施された。
当初の車体塗装はコーラルレッド1色だったが、1999年10月ごろからマンナンライフの広告車となり、同年放映された同社の製品「蒟蒻畑」のテレビCMにも登場した。その後何度か塗り替えられながらも2008年まで同社の広告車を務めた。同年の全般検査に際して広告が解除され、銀河鉄道999のラッピングが施された500形501Fに替わってアイボリー地に緑帯の塗装に変更された。なお2010年12月から2014年3月までは人権ポスターのラッピング車となったものの塗装を生かしたかたちでのラッピングであった。
行先表示器は当初、「高崎」「下仁田」など行先のみの表記であったが、1996年10月のワンマン化に際し、「高崎 - 下仁田」などと双方向表示されるようになった。2004年10月16日ダイヤ改正以降、通常運行の場合は「高崎 - 下仁田」または「高崎 - 上州富岡」が表示される。
2018年5月25日をもって営業運転を終了、同年6月30日の特別臨時列車をもって引退した。

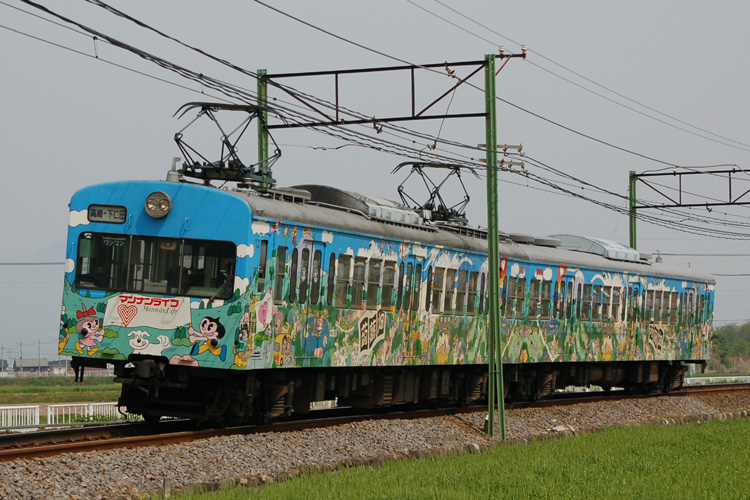
150形第1編成（マンナンライフの広告塗装時代）
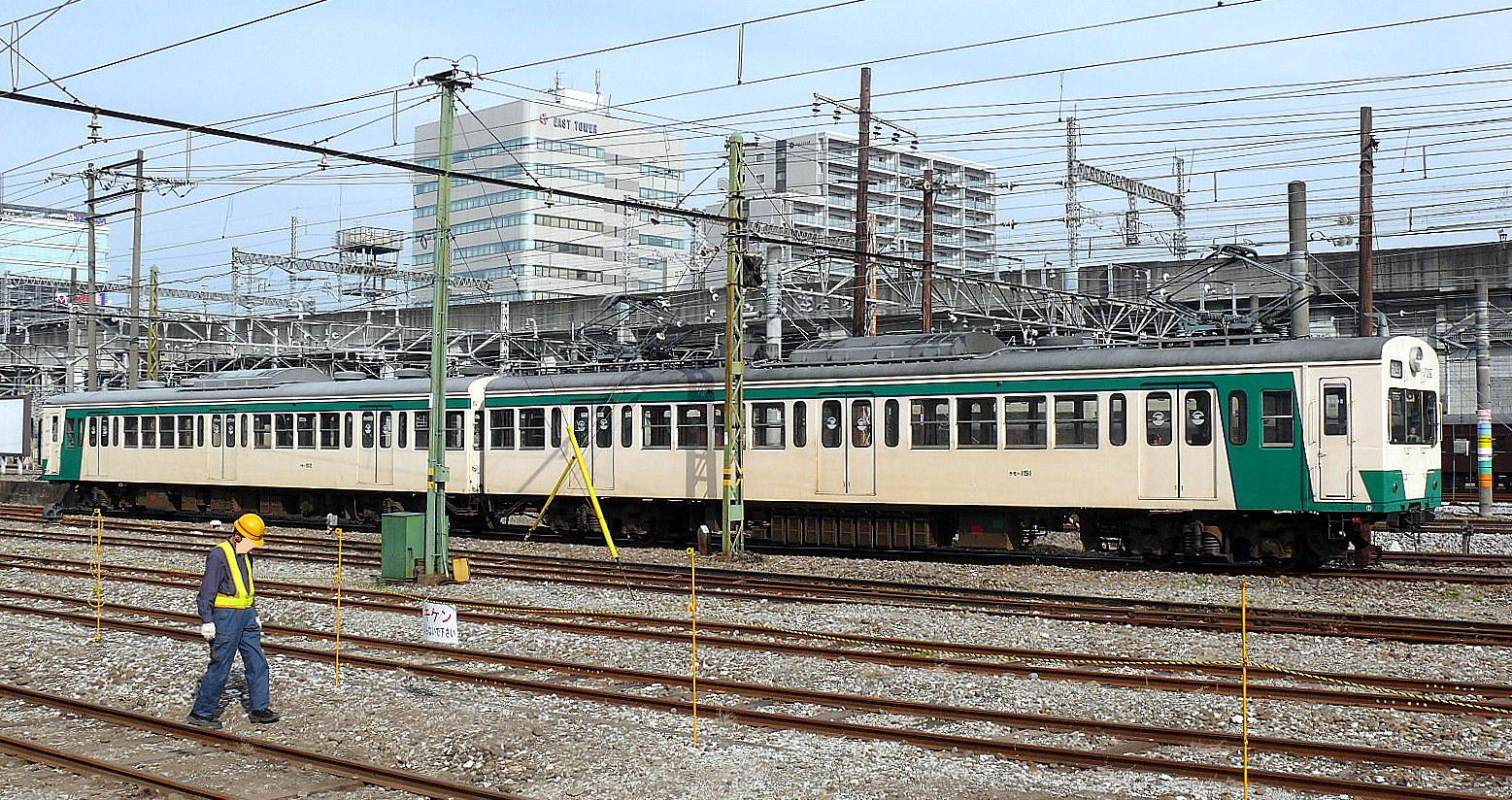
150形第1編成（ライン塗装）
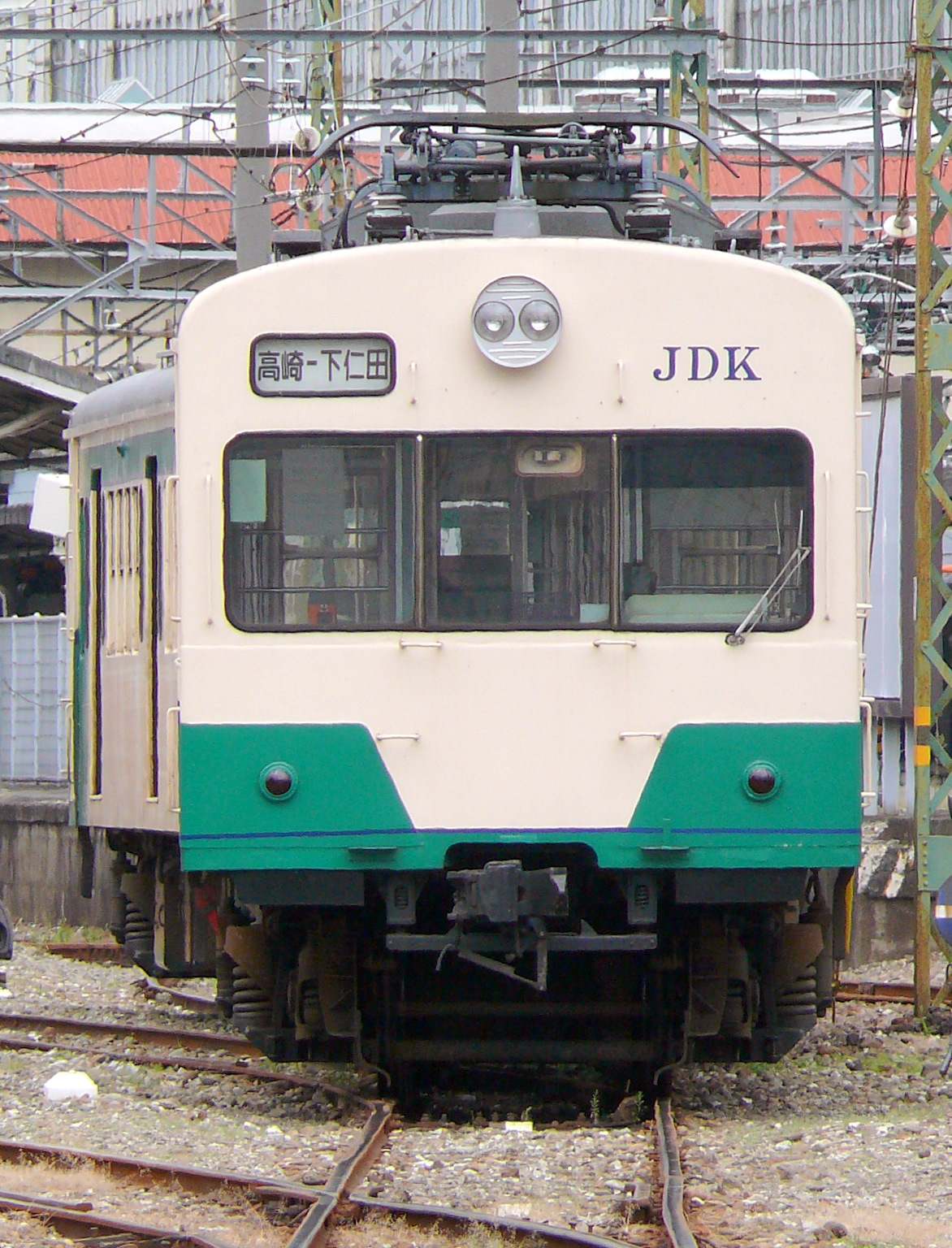
切妻形の前面（クモハ151）

### 第2編成（クモハ153-クモハ154）
1968年1月西武所沢車両工場製（冷房化は1978年）で、1994年4月7日付で廃車の後上信電鉄へ譲渡され、同年7月13日付で入籍した。元々4両編成だったため、移籍にあたり中間電動車に先頭車の運転台を接合する改造が施工されており、旧番は元西武モハ802（クハ1802の運転台を移植）+モハ801（クハ1801の運転台を移植）である。前面2枚窓で正面の上部に行先表示器がある。1996年には第1編成と同じくワンマン運転対応改造が施工された。
同車の車体塗装も初期はコーラルレッドだったが、1997年8月から群馬サファリパークの広告車となって以来、車体塗装はホワイトタイガーを模したものになっている。一見するとシマウマのようにも見えるため「シマウマ号」とも称される。
行先表示器はワンマン運転開始以前は第1編成と同様に行先のみの表示だった。ワンマン化以降、通常運行の場合は「高崎 - 下仁田」、区間運行の場合「上州富岡」「高崎」が表示される。
2019年9月23日(月祝)をもって引退することが9月9日に公式サイトで発表され、同日をもって運用を終了した。

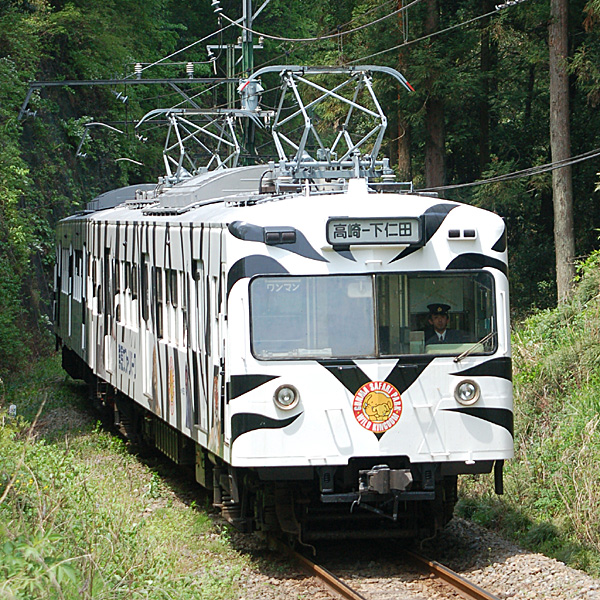
150形第2編成
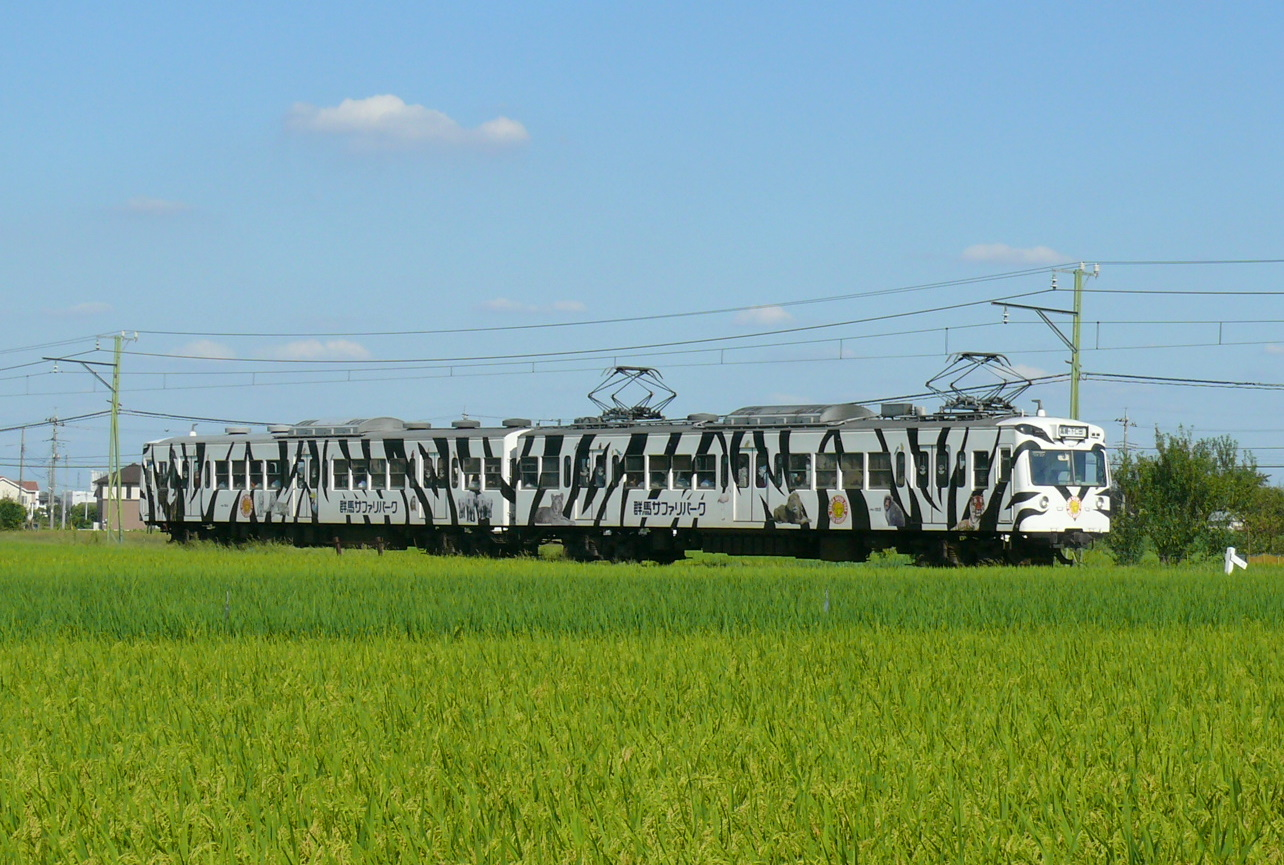
山名-西山名を走る150形第2編成

### 第3編成（クモハ155-クモハ156）

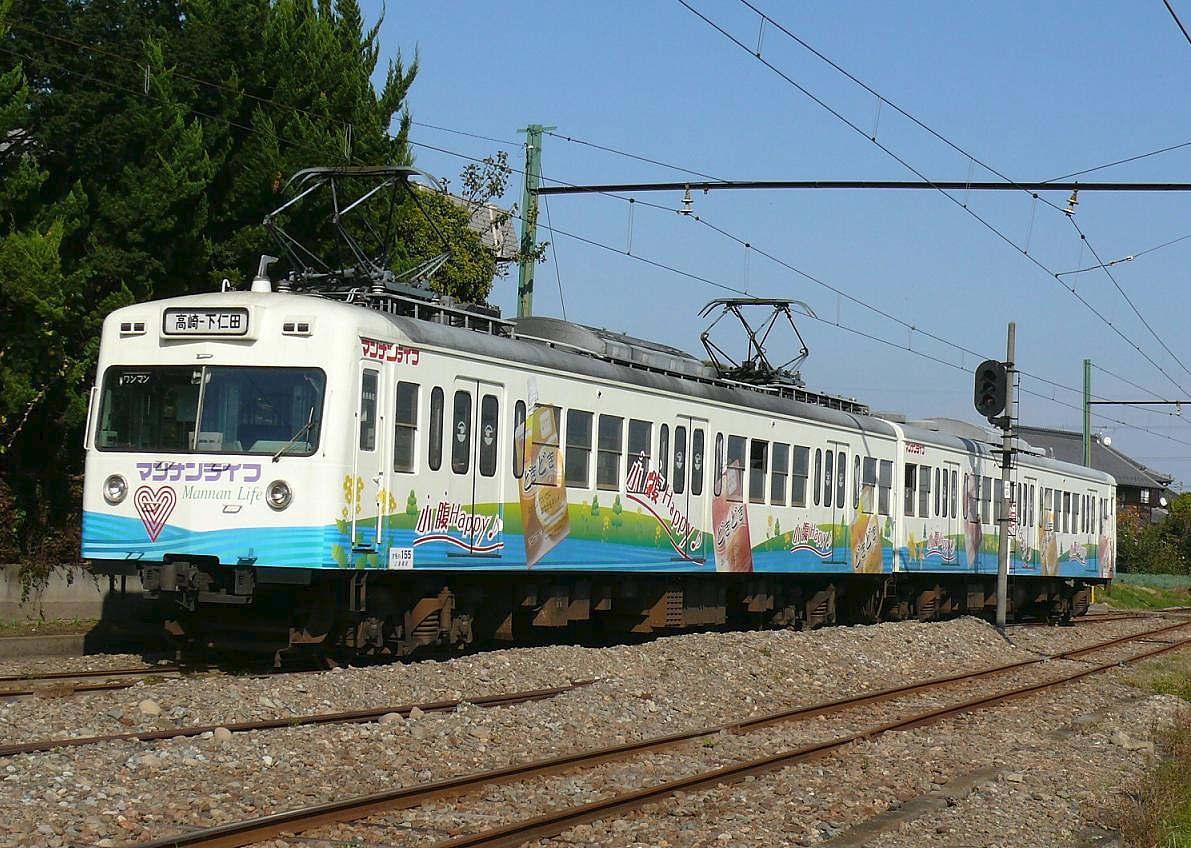
150形第3編成

車齢は第2編成よりも古く、1966年3月西武所沢車両工場製・1982年冷房化の元西武モハ756（クハ1756の運転台を移植）+モハ755（クハ1755の運転台を移植）で、1996年8月14日付で廃車の後、同年12月6日付で入籍した。移籍にあたり第2編成と同様に2両化改造した他、ワンマン運転対応工事が施工されており、入線時からワンマン運転に対応している。側扉の窓ガラスは西武時代は押え金具支持だったが、移籍に際してHゴム支持のものに取り換えられている。第2編成とは外見上よく似ているが、種車の違いから側面の雨樋などの細部に違いがある。
車体塗装はコーラルレッド1色塗装で就役した後、1999年からマンナンライフの広告車となっていたが、2012年3月に500形第2編成と交代し、第1編成同様のアイボリー地に緑帯の塗装に変更された。同年8月からは塗装を生かしたままラッピングされて「下仁田ジオパークラッピング列車」として運行されている。
2019年5月、解体・搬出された。